# GP2X Wiz

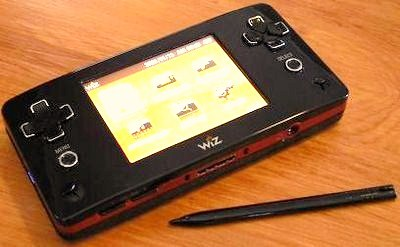
Wygląd konsoli

GP2X Wiz – przenośna konsola gier wideo oparta na wolnym oprogramowaniu, stworzona przez południowokoreańską spółkę GamePark Holdings. Jest to następca konsoli GP2X.

## Historia
Pierwsze zdjęcia urządzenia wyciekły w internecie w lipcu 2008. Dnia 26 sierpnia 2008 roku GamePark Holdings ogłosiło, że planuje wydanie nowej konsoli przenośnej o nazwie Wiz. Wraz z ogłoszeniem, broszura zawierająca szczegółowo wielkie ilości informacji została wydana wraz ze specyfikacją. Broszura zawierała informacje o planowanym ciągu dystrybucji własnych gier.
W dniu 2 września 2008 roku postanowiono dokonać zmiany D-Pada. W celu dokonania tej zmiany datę premiery przeniesiono na listopad 2008. W ostatnim tygodniu kwietnia GamePark Holdings zaczęło wysyłanie testowych modeli konosoli. Miały to być konsole gotowe na oficjalne wydanie. W maju 2009 roku rozpoczęto sprzedaż modeli GP2X Wiz.

## Specyfikacja
- Chipset: MagicEyes Pollux System-on-a-Chip
- CPU: 533 MHz ARM9 3D Accelerator
- Pamięć urządzenia: 1 GB NAND Flash
- RAM: SDRAM 64 MB
- System operacyjny: Oparty na GNU/Linux
- Dodatkowa pamięć: Karty SD lub SDHC
- 'Połączenie: 'USB 2.0
- Zasilanie: bateria litowo-polimerowa 2000mAh
- Wyświetlacz: dotykowy ekran AMOLED o rozdzielczości 320×240 pikseli
- Wymiary fizyczne: 21 mm (długość) × 61 mm (wysokość) × 18 mm (szerokość)
- Waga: 98 gramów (bez baterii), 136 gramów (z baterią)